# Russell Leetch

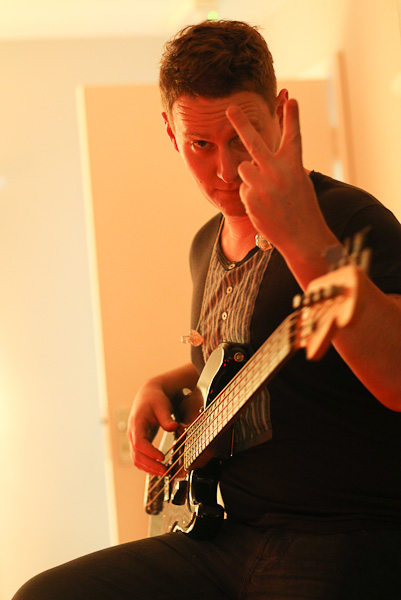
Russell Leetch 2009

Russell Jonathan Leetch (* 4. März 1982 in Knowle, nahe Solihull, Großbritannien) ist ein britischer Musiker und Bassist der Indie-Band Editors.

## Leben und Wirken
Leetch studierte Musiktechnologie an der Staffordshire University in Stafford, wo er die anderen Gründungsmitglieder der Editors kennenlernte. Seine bevorzugten Instrumente waren zunächst Klavier und Gitarre. Während des Studiums arbeitete er zusammen mit Bandkollege Tom Smith in einem Callcenter. Nach dem Studienabschluss im Herbst 2003 zog die Band geschlossen nach Birmingham. Besonders zu Anfangszeiten soll Leetch als Bassist starken Einfluss auf die Ausrichtung der Band genommen haben.
Russell Leetch lebte zeitweilig in New York, kehrte aber wieder nach England zurück.
Beim Editors-Video zur Single "Bones" (2008) führte Leetch Regie, außerdem fertigte er im selben Jahr einen Remix der The-Hives-Single "We Rule The World (T.H.E.H.I.V.E.S.)" an. Im April 2011 lief Leetch zusammen mit Tom Smith von den Editors den London Marathon, sie sammelten damit 5.465 Britische Pfund zugunsten der Wohltätigkeitsorganisation Oxfam.